# Юрий II Шубич
Юрий II Шубич (хорв. Juraj II Šubić Bribirski; род. 1275 — 15 декабря 1328) — хорватский дворянин из рода Шубичей. Сын Павла I Шубича, влиятельного велиша конца XIII — начала XIV века.

## Биография
После смерти Юрия I Шубича он[кто?] в 1303 году сменил первого на посту правителя Далмации. Когда Павел I умер в мае 1312, Младен II стал баном Хорватии и Далмации, и предал некоторые города своим братьям, Юрий получил Задар, Нин и Клис.
После того как его брат Младен II попал в плен, Юрай стал лидером семьи Шубич, при поддержке двух братьев. Юрий пытался вернуть земли и влияние, которые потерял Младен II и захватывал хорватские земли.